# مجزرة عائلة صبح (17 أكتوبر 2023)
مجزرة عائلة صبح (17 أكتوبر 2023) هي مجزرةٌ ارتكبها سلاح الجوّ الإسرائيلي حينما أغارَ على منزل يتبع لعائلة صبح في بيت لاهيا بسلسلة غارات خلال يوم الثلاثاء الموافق 17 أكتوبر 2023، واستهدفت هذه الغارات منزل سكني يعيش به كافة أفراد العائلة. هذه المجرزة واحدة من ضمن سلسلة مجازر ارتكبها الاحتلال الإسرائيلي خلال الحرب الفلسطينية الإسرائيلية بعد عملية طوفان الأقصى التي شنتها المقاومة، وتسبّبت هذه المجزرة الإسرائيليّة والتي استهدفت منزل يضم عدد من المدنيين بارتقاء أكثر من 22 شهيداً من عائلة صبح وجميعهم من عائلة واحدة.

## خلفية الحدث
في ساعاتِ الصباح الأولى من يوم السابع من أكتوبر 2023 أطلقت حركة المقاومة الإسلامية حماس عبر ذراعها العسكري كتائب الشهيد عز الدين القسام عملية طوفان الأقصى وذلك ردًا على الاعتداءات الإسرائيلية وتدنيس الأقصى والاستمرار في الاستيطان، كما أكّد على ذلك محمد الضيف القائد العام للقسّام والذي أعطى إشارة انطلاق العمليّة التي شهدت اقتحامًا من المقاومين لمستوطنات غلاف غزة ونجحوا في قتلِ عدد كبيرٍ من الجنود الإسرائيلين، وأسر عشرات آخرين كما استطاعوا خلال ساعات قطع عشرات الكيلومترات ووصلوا لمستوطنات أبعد من تلك المحيطة والقريبة من قطاع غزة.
استمرَّت الاشتباكات بين الجيش الإسرائيلي وبين المقاومين في عديد من المستوطنات وعلى رأسها مستوطنة سديروت. الرد الإسرائيلي على هذه العمليّة جاء من خلال شنّ سلاح الجو الإسرائيلي عشرات الغارات العشوائيّة على القطاع متسبّبة في مقتل عشرات المدنيين وتدمير البنية التحتية لمدن القطاع، ليصل حد فرض إغلاق شامل وقطع متعمد لكل الخدمات من ماء وكهرباء وغاز، وهو ما هدَّد حياة أكثر من مليونَي فلسطيني يعيشُ داخل القطاع الذي يُعاني أصلًا من تبعات الحصار الخانق عليهم منذ ستة عشر عاماً.

## الضحايا
1. مها سليمان عطا صبح
2. منصور عبد صبح
3. سميرة صبح
4. كمال منصور صبح
5. سماح عبد العزيز صبح
6. صالح كمال منصور صبح
7. جنات كمال منصور صبح
8. محمد كمال منصور صبح
9. نور كمال منصور صبح
10. أسيل كمال منصور صبح
11. عبد العزيز كمال منصور صبح
12. صفاء منصور صبح
13. آية منصور صبح
14. رفيف منصور صبح
15. يقين منصور صبح
16. إسراء منصور صبح
17. براء أبو طعيمة
18. حمادة منصور صبح
19. عبير مصطفي عليان صبح
20. منصور حمادة صبح
21. جنى حمادة صبح
22. غزل حمادة صبح